# 2012 QH14
2012 QH14 – odkryta w 2012 planetoida z grupy Apolla należąca do obiektów bliskich Ziemi, jej średnica szacowana na podstawie jej albeda wynosi pomiędzy 9 a 25 m.
25 sierpnia 2012 planetoida przeleciała w bezpośredniej bliskości Ziemi w odległości niewiele ponad trzy razy większej niż odległość Ziemi od Księżyca, poruszając się z prędkością 10,8 km/s w stosunku do Ziemi.